# Anton Eberl
Anton Eberl (13. června 1765 Vídeň – 11. března 1807 Vídeň) byl rakouský hudební skladatel a klavírista.
Byl žákem a přítelem Mozartovým, některé jeho skladby byly dokonce vydány pod Mozartovým jménem. Na smrt svého učitele složil smuteční kantátu U hrobu Mozartova (1791). Na počátku 19. století platil za významného konkurenta Beethovenova. Skládal v duchu vídeňské klasiky s náznaky romantismu. Zanechal sonáty, čtyři klavírní koncerty, pět symfonií, písně, fantazie, tance a variace pro klavír, osm jevištních děl a mnoho dalších skladeb. Zemřel na otravu krve.